# 濘棲吻棘鰍
濘棲吻棘鰍為輻鰭魚綱合鰓目刺鰍亞目刺鰍科的其中一種，分布於亞洲泰國及印尼的淡水流域，體長可達17.9公分，棲息在泥底質、植被覆蓋茂密的溪流，在夜晚時活動，屬肉食性，以昆蟲、甲殼類為食。